# Tellico Village
Tellico Village – jednostka osadnicza w Stanach Zjednoczonych, w stanie Tennessee, w hrabstwie Loudon.